# Jaap Min
Jaap Min (Bergen (NH), 16 september 1914 – Bergen (NH), 6 oktober 1987) was een Nederlands expressionistisch schilder en glazenier.

## Carrière
Op aanmoediging van de schilder Matthieu Wiegman begon Jaap Min in 1938 zijn opleiding voor monumentale kunst aan de Rijksakademie in Amsterdam onder leiding van de Johannes Hendricus Jurres en Heinrich Campendonk.
Een jaar later maakte hij een studiereis naar Padua en Verona waar hij het werk leerde kennen van Massimo Campigli en Giotto, dat voor de rest van zijn leven van grote invloed is geweest op zijn eigen werk.
Na een aantal opdrachten in Limburg was hij van 1955 tot 1961 docent aan de Jan van Eyck Academie te Maastricht. Het was  niet zijn gelukkigste periode. Gedreven door heimwee keerde hij in 1961 terug naar Bergen. Hier bleef hij tot aan zijn dood gestaag werken aan talrijke opdrachten en aan vrij werk.
Vooral door zijn rooms-katholieke achtergrond en de beïnvloeding van zijn leermeester aan de Rijksakademie Campendonk heeft hij veel werken gemaakt voor kerken zoals kruiswegstaties (in olieverf) en glas-in-loodramen. Voorbeelden zijn te zien in de Pius X-kerk (1968) Blanckerhofweg 15 in Alkmaar en (zijn laatste monumentale werk) in de door zijn zoon, de architect Maarten Min, ontworpen H. Felicitaskerk in Spijkenisse. De Pius X-kerk is in 2006 herbestemd, deels tot liturgisch steunpunt, deels tot hospice voor palliatieve zorg. In het hospice is het glas-in-loodvenster nog te bewonderen.
In Museum Belvédère in Heerenveen vond in 2019 een eerste grote overzichtstentoonstelling van zijn werk plaats. 

## Personalia
Jaap Min is een oom van de dichteres Neeltje Maria Min.

## Links
- Biografische gegevens bij het RKD-Nederlands Instituut voor Kunstgeschiedenis

- Biografisch Portaal: 27571498
- Gemeinsame Normdatei: 1190116634
- International Standard Name Identifier: 0000 0003 8785 9776
- Nederlandse Thesaurus van Auteursnamen: 070795398
- RKD-Nederlands Instituut voor Kunstgeschiedenis: 56253
- Union List of Artist Names: 500111857
- Virtual International Authority File: 280917431